# Snowboard nos Jogos Olímpicos de Inverno de 2006 - Halfpipe feminino
A competição de halfpipe feminino de snowboard nos Jogos Olímpicos de Inverno de 2006 foi disputado em Bardonecchia.

## Medalhistas
| Ouro   | USA Hannah Teter     |
| Prata  | USA Gretchen Bleiler |
| Bronze | NOR Kjersti Buaas    |

## Resultados
| Pos. | Nome                     | Qualificação | Qualificação | Qualificação | Final      | Final      |
| Pos. | Nome                     | 1ª Corrida   | 2ª Corrida   | Pos.         | 1ª Corrida | 2ª Corrida |
| ---- | ------------------------ | ------------ | ------------ | ------------ | ---------- | ---------- |
| 1    | USA Hannah Teter         | 39.9         | —            | 3            | 44.6       | 46.4       |
| 2    | USA Gretchen Bleiler     | 41.6         | —            | 2            | 41.5       | 43.4       |
| 3    | NOR Kjersti Buaas        | 19.2         | 41.9         | 8            | 40.9       | 42.0       |
| 4    | USA Kelly Clark          | 44.9         | —            | 1            | 41.1       | 38.1       |
| 5    | AUS Torah Bright         | 32.0         | 43.1         | 7            | 17.0       | 41.0       |
| 6    | USA Elena Hight          | 33.1         | 36.8         | 10           | 29.4       | 37.8       |
| 7    | SUI Manuela Laura Pesko  | 7.1          | 36.9         | 9            | 35.9       | 14.2       |
| 8    | FRA Doriane Vidal        | 34.5         | —            | 6            | 26.1       | 35.7       |
| 9    | JPN Shiho Nakashima      | 35.5         | —            | 5            | 33.1       | 30.6       |
| 10   | JPN Soko Yamaoka         | 28.5         | 35.6         | 11           | 22.4       | 32.7       |
| 11   | NED Cheryl Maas          | 38.6         | —            | 4            | 8.7        | 16.5       |
| 12   | JPN Chikako Fushimi      | 13.0         | 34.8         | 12           | 9.5        | 15.6       |
|      |                          |              |              |              |            |            |
| 13   | FRA Sophie Rodriguez     | 33.9         | 33.8         | 13           |            |            |
| 14   | ITA Tania Detomas        | 29.7         | 33.6         | 14           |            |            |
| 15   | CAN Sarah Conrad         | 19.4         | 33.5         | 15           |            |            |
| 16   | NZL Juliane Bray         | 17.1         | 32.2         | 16           |            |            |
| 17   | POL Paulina Ligocka      | 31.8         | 31.8         | 17           |            |            |
| 18   | AUS Holly Crawford       | 19.0         | 29.9         | 18           |            |            |
| 19   | FRA Cecile Alzina        | 25.7         | 28.0         | 19           |            |            |
| 20   | GBR Kate Foster          | 16.4         | 24.7         | 20           |            |            |
| 21   | CAN Dominique Vallee     | 31.5         | 24.5         | 21           |            |            |
| 22   | SWE Anna Olofsson        | 27.4         | 24.4         | 22           |            |            |
| 23   | CAN Maelle Ricker        | 25.9         | 23.2         | 23           |            |            |
| 24   | NZL Kendal Brown         | 22.9         | 22.4         | 24           |            |            |
| 25   | ITA Romina Masolini      | 12.7         | 20.5         | 25           |            |            |
| 26   | ESP Queralt Castellet    | 20.5         | 18.3         | 26           |            |            |
| 27   | CAN Mercedes Nicoll      | 33.0         | 17.5         | 27           |            |            |
| 28   | CHN Lei Pan              | 15.6         | 16.0         | 28           |            |            |
| 29   | RUS Svetlana Vinogradova | 6.9          | 13.8         | 29           |            |            |
| 30   | ESP Clara Villoslada     | 10.3         | 11.4         | 30           |            |            |
| 31   | CHN Zhifeng Sun          | 11.3         | 10.2         | 31           |            |            |
| 32   | RUS Maria Prusakova      | 8.5          | 8.2          | 32           |            |            |
| 33   | GBR Lesley McKenna       | 1.4          | 5.2          | 33           |            |            |
| 34   | JPN Melo Imai            | 7.2          | 1.4          | 34           |            |            |

Legenda
| Recorde mundial      | Recorde mundial (World record)               |                       | Recorde africano                      | Recorde africano (African) |                                           | Q | Classificado por posição (Qualified) |
| Recorde olímpico     | Recorde olímpico (Olympic record)            | Recorde da América    | Recorde da América (Americas)         | q                          | Classificado por melhor tempo (Qualified) |   |                                      |
| Melhor marca do ano  | Melhor marca do ano (World leading)          | Recorde asiático      | Recorde asiático (Asian)              | DNS                        | Não largou (Did not start)                |   |                                      |
| Recorde nacional     | Recorde nacional (National record)           | Recorde europeu       | Recorde europeu (European)            | DNF                        | Não terminou (Did not finish)             |   |                                      |
| Recorde pessoal      | Recorde pessoal do atleta (Personal best)    | Recorde da Oceania    | Recorde da Oceania (Oceania)          | DSQ / DQ                   | Desclassificado (Disqualified)            |   |                                      |
| Recorde da temporada | Recorde da temporada do atleta (Season best) | Recorde sul-americano | Recorde sul-americano (South America) | NM                         | Sem marca (No mark)                       |   |                                      |